# Somali and the Forest Spirit
Somali and the Forest Spirit (яп. ソマリと森の神様 Сомари то мори но камисама, Сомали и Дух леса) — японская фэнтезийная манга работы Яко Гурэйси, а также снятый на её основе аниме-сериал, снятый совместно Satelight и HORNETS при поддержке Crunchyroll.
Публикация манги началась в 2015 году в онлайн-журнале Web Comic Zenyon издательства Tokuma Shoten. На апрель 2019 года было выпущено 6 томов. Основанное на манге аниме начало трансляцию 9 января 2020 года.

## Сюжет
Когда-то люди объявили войну другим расам, населявшим этот мир, и проиграли. За людьми стали охотиться, забивать как скот или обращать в рабов. Человечество вмиг оказалось на грани истребления.
Однажды голем, один из хранителей леса, находит маленькую человеческую девочку. Так началось приключение, неожиданно обретших друг друга отца и дочь.

## Персонажи
Сомали (яп. ソマリ Сомари) — маленькая девочка человеческой расы, которую Голем нашёл в своём лесу. Она любопытна, из-за чего постоянно попадает в неприятности. Носит капюшон на голове с рогами минотавра, чтобы скрыть свои человеческие черты, так как люди — деликатес в мире монстров. Сомали во многом выглядит гораздо более «нормальным» семилетним ребёнком, чем обычно изображаются в аниме её сверстники.
Сэйю: Инори Минасэ
Голем (яп. ゴーレム Го:рэму) — древний защитник, встретивший в лесу девочку по имени Сомали. Голем занимает место отца для Сомали, так что она так и зовёт его: «Папа». С самого начала он говорит, что не понимает эмоций, так как не может испытывать их, но его действия постоянно противоречат этому.
Сэйю: Дайсукэ Оно
Сидзуно (яп. シズノ Сидзуно) — карликовый демон и травник, проживающий в лесу.
Сэйю: Хироки Нанами
Ябасира (яп. ヤバシラ Ябасира) — демон и ассистент Сидзуно.
Сэйю: Тацухиса Судзуки
Удзой (яп. ウゾイ Удзой) — гарпия, путешествующая вместе с Хайтора. Безумно в него влюблена и готова на всё ради его излечения.
Сэйю: Саори Хаями
Хайтора (яп. ハイトラ Хайтора) — человек, притворяющийся птицечеловеком. Он медленно и болезненно обращается в гарпию.
Сэйю: Юки Оно
Кикила (яп. キキーラ Кики:ра) — зверочеловек и друг Сомали. С первой встречи проникается симпатией к героине и не важно, что она отличается от других.
Сэйю: Ю Кобаяси

## Медиа

### Манга
Публикация манги началась в 2015 году в онлайн-журнале Web Comic Zenyon издательства Tokuma Shoten. На апрель 2019 года было выпущено 6 томов.

### Аниме
22 марта 2019 года было анонсировано аниме на основе манги. Сериал создавался на студии Satelight под руководством режиссёра Кэндзи Ясуды. Это не первая его работа, рассказывающая о маленькой девочке, оказывающейся в незнакомых ей обстоятельствах. Ранее он режиссировал уже Ikoku Meiro no Croisee (2011). За персонажей отвечает Икуко Ито, сценарий — Морико Мотидзуки, а музыку — Рё Ёсимата. Наотаро Морияма исполняет начальную композицию сериала Arigatō wa Kocchi no Kotoba, а Инори Минасэ — завершающую Kokoro Somali.
Изначально премьера сериала была запланирована на октябрь 2019 года, но по различным причинам была перенесена на январь 2020 года. 2 января 2020 года Crunchyroll начал трансляцию сериала в своем сервисе. Премьерная показ по телевидению начался неделю спустя — 9 января 2020 года — на японских телеканалах AbemaTV, Tokyo MX и BS-NTV. Сезон состоит из 12 серий.

## Отзывы
Рецензенты отметили великолепную графику в манге. Пейзажи проработаны и детализированы, особенно лесные. В то же время они не захламляют панели, давая ощущение пространства.
После объявления о выходе аниме сразу несколько рецензентов Anime News Network назвали его самым ожидаемым сериалом зимнего сезона 2020 года, во многом из-за продемонстрированного в трейлерах такого же запоминающегося визуального стиля.
Somali and the Forest Spirit красива во всех смыслах. Она объединяет очаровательную, трогательную историю с изумительными изображением и использует ту же форму пост-апокалиптического фэнтези, что и Giant Spider & Me - A Post-Apocalyptic Tale. Дизайн персонажей уникален и разнообразен, к образам разнообразных зверолюдей автор подошёл творчески. Зверолюди в этом фэнтезийном мире живут в гармонии с природой. Внимание к деталям придаёт миру более живой вид. Растения в этом мире разнообразны, а мелкие животные могут напоминать реальных, но дополнительный глаз или хвост показывает, что это всё-таки фэнтезийный мир. Каждый пейзаж, будь то лес, пустыня или пещера, наполнен яркими цветами. Будь то холодные синие и зелёные тона дома голема или теплые оранжевые и красные оттенки большого города — каждая сцена завораживает зрителя, эффект от чего только усиливается экспрессивностью изображений Сомали. Хотя розовые дома и смахивают порой на кукольный дом для Барби. На фоне пастельных оттенков тёмные тона выглядят только еще сильнее, что выражается в таких сценах, как открытие Големом глаза или изображения Сомали в цепях. От визуальной составляющей не отстаёт и музыкальное сопровождение, подчеркивая сцены с помощью разнообразных звучаний — от свиста тихих духовых до быстрых струнных и всего между ними.
Критики в своих отзывах обращают внимание на то, что не только сюжет продуман, но и предыстория мира тщательно проработана, включая то, как люди дошли до текущего положения вещей. История проста, но очаровательна.
В центре повествования оказывается развитие отношений отца и дочери, а также исследование окружающего их мира, чем произведение схоже с такими историями, как The Girl from the Other Side и «Невеста чародея». Само построение мира и возникающие конфликты помогают зрителю разделить с Сомали радость открытий и в то же время ощутить всю неуверенность, связанную с необходимостью растить и заботиться о ком-то. Многие рецензенты отмечают, что они были рады увидеть сильные родительские узы без заигрываний с определенными фетишами, как во многих других произведениях схожей тематики (Usagi Drop, If It’s for My Daughter, I’d Even Defeat a Demon Lord).
Отношения между главными героями развиваются в ходе повествования, показывая как со временем растут узы между ними и каждый из них учится чему-либо у другого. Даже если с самого начала известно, что Голем долго не проживет и может только надеяться, что успеет найти место, где Сомали сможет жить, её улыбка уже делает поиск стоящим, несмотря на весь окружающий жестокий мир. Somali and the Forest Spirit назвали одной из лучших историй на тему отношений отца и дочери за последние годы.
Somali and the Forest Spirit поднимает схожую с GeGeGe no Kitaro предрассудков, хотя и рассматривает её в более личном значении. В определённый момент Голем перестаёт видеть Сомали как «человека» и видит в ней просто «Сомали». За тем, как его чувства растут и меняются, приходя к этому, интересно следить. Аналогично, дети в произведении не следуют слепо предрассудкам взрослых — Кикила сразу проникается симпатией к Сомали, а Сомали тянется к Голему и начинает звать его отцом.
Единственной возможной проблемой повествования в обзорах указано отсутствие экшена и полная концентрация на «милоте». Более того, аниме лишено фансервиса практически во всех его видах. Во многом оно ощущается как немного продвинутая история для детей из разряда тех, где ходячие и говорящие животные в норме дела, а самая большая угроза — быть съеденным.